# Presa La Villita
La Presa La Villita más formalmente llamada Presa José María Morelos, es una presa ubicada en el cauce del Río Balsas entre los límites de los municipios de Lázaro Cárdenas y La Unión de Isidoro Montes de Oca en los estados de Michoacán y Guerrero respectivamente, fue puesta en operaciones el 1 de septiembre de 1973, cuenta con una central hidroeléctrica capaz de generar 300 megawatts de energía eléctrica, su embalse tiene una capacidad aproximada a 541 hectómetros cúbicos de agua. Sobre el mismo cauce 55 km río arriba se encuentra la Presa El Infiernillo, siendo la Villita la última  presa en el cauce del Río Balsas antes de su desembocadura en el Océano Pacífico.